# Larry's River
Larry's River est un village acadien situé dans le comté de Guysborough, en Nouvelle-Écosse (Canada). 

## Toponymie
La communauté porte le nom de l'un de ses colons, Larry Keating. Les colons sont arrivés de Chezzetcook peu après la fin de l'expulsion en 1763,.
Larry's River compte une église catholique, l'église Saint-Pierre, ainsi qu'un bureau de poste. 
Larry's River est l'une des communautés acadiennes de Nouvelle-Écosse et une école de langue française est inaugurée fin 2024,.